# إرنست باتلر
إرنست باتلر (بالإنجليزية: Ernest Butler)‏ (13 مايو 1919 في المملكة المتحدة - 31 يناير 2002) هو لاعب كرة قدم بريطاني (وحمل سابقاً جنسية المملكة المتحدة لبريطانيا العظمى وأيرلندا) في مركز حراسة المرمى. لعب مع نادي بورتسموث.